# Soundreef
Soundreef è un gestore indipendente di diritti d'autore (Independent Management Entity secondo la Direttiva UE 2014/26/UE) riconosciuto dall'Intellectual Property Office del Regno Unito.

## Attività
Soundreef Ltd opera in più di 90 paesi nel mondo ed è di proprietà della società italiana Soundreef S.p.A., che sviluppa tecnologie e servizi per migliorare la raccolta e ripartizione dei diritti d'autore. La società ha creato un SaaS (Software as a Service) per autori ed editori che permette loro di monitorare le riproduzioni della propria musica e di ottimizzarne i guadagni. Rappresenta più di 39.000 autori ed editori ma, secondo le valutazioni dell'Autorità per le Garanzia nelle Comunicazioni (AGCOM), con la Delibera n. 142/25/CONS del 27 maggio 2025, Soundreef rappresenta solo lo 0,8% del mercato di riferimento.
Soundreef S.p.A. controlla anche la Soundreef Media Service S.r.l.  società con un'esperienza nel licensing di musica di sottofondo, che si occupa di sonorizzazioni grandi catene commerciali (60.000 punti vendita in più di 27 paesi), Soundreef CZ s.r.o., Ente di Gestione Indipendente in Repubblica Ceca, e Soundreef Publishing S.r.l., che opera nella gestione e amministrazione di edizioni musicali.

## Storia
- Soundreef viene fondata nel 2011[4] a Londra da due italiani, Davide d'Atri e Francesco Danieli, con lo scopo di creare un'alternativa semplice, veloce e trasparente per la gestione dei diritti d'autore.[5]
- Nel gennaio 2012 lancia il servizio In-Store di licenze per musica di sottofondo per esercizi commerciali in 27 paesi nel mondo.
- Nel febbraio 2014, il parlamento europeo approva la Direttiva 2014/26/UE, meglio conosciuta come Direttiva Barnier dal nome del suo principale promotore. Essa infatti recita che "[...] i servizi di gestione collettiva di diritti d'autore e di diritti connessi dovrebbero consentire a un titolare dei diritti di poter scegliere liberamente l'organismo di gestione collettiva cui affidare la gestione dei suoi diritti [...]".[6]
- Nell'ottobre 2014 i giudici del Tribunale di Milano si sono pronunciati nell'Ordinanza del 12 settembre 2014 in favore di Soundreef dichiarando che "non sembra possibile affermare che la musica gestita da Soundreef in Italia, in centri commerciali e simili, debba obbligatoriamente essere affidata all'intermediazione della SIAE"[7]: riconosciuta l'operatività di Soundreef in Italia gestendo il proprio repertorio e non quello tutelato da SIAE[8].
- Nell'aprile 2015 lancia i servizi di raccolta royalty per i Live con la simbolica "Rivoluzione delle 30 band"[9].
- Nel novembre 2015 viene fondata in Italia Soundreef S.p.A., di cui Davide d'Atri diventa Amministratore Delegato, e acquisisce il controllo della britannica Soundreef Ltd[10].
- Nel marzo 2016 Soundreef viene riconosciuta dall'Intellectual Property Office del Regno Unito[11].
- Ad aprile 2016 Fedez è la prima popstar a passare a Soundreef[12].
- Nell'agosto 2016 gli iscritti a Soundreef a livello nazionale sono circa 8.000[13].
- Nei mesi successivi anche Gigi D'Alessio[14], Maurizio Fabrizio[15], Fabio Rovazzi[16], Nesli[17], Noyz Narcos[18], Kento[19], Mastafive[20] e molti altri annunciano il passaggio a Soundreef.
- Nel dicembre 2017 anche Enrico Ruggeri e J-Ax scelgono Soundreef[21]. Passano da SIAE a Soundreef anche i 99 Posse[22].
- Nel gennaio 2018 in Italia crolla il Monopolio SIAE[23]: Soundreef annuncia accordo per la raccolta delle royalty con l’associazione no-profit LEA, Liberi Editori Autori. Soundreef Ltd è ormai detentrice dei diritti di 11.000 autori ed editori italiani e affida la riscossione all'associazione senza fini di lucro al fine di soddisfare i requisiti previsti dal decreto fiscale (148/2017) collegato alla Legge di stabilità 2018, nel quale è stata inserita una direttiva che ha di fatto aperto il mercato dei diritti alle società di raccolta senza scopo di lucro, ma non direttamente a quelle private[24].
- Nello stesso mese Soundreef annuncia l'intesa con YouTube che gli permette di essere la prima Collecting in Europa a rendicontare mensilmente i play ai propri autori ed editori. Parallelamente c'è anche l'accordo con la Collecting Society svizzera SUISA per la raccolta worldwide[25].
- Nell'ottobre 2018 l’Antitrust AGCM accerta l’abuso di posizione dominante di SIAE ai danni di Soundreef. Sotto accusa una pluralità di condotte della SIAE complessivamente finalizzate a escludere la concorrente dal mercato[26].
- A novembre Soundreef lancia la certificazione da plagio su tecnologia Blockchain[27].
- Nell'aprile 2019, Soundreef raggiunge uno storico accordo con l'ex-monopolista SIAE finalizzato a "garantire il buon funzionamento del mercato nell’interesse innanzitutto dei titolari dei diritti d’autore nonché degli utilizzatori"[28], fermo restando il rapporto di concorrenza tra le parti. SIAE riconosce, nei limiti del Decreto legislativo 35/2017, la legittimità di LEA - Liberi Editori Autori, licenziataria per conto di Soundreef Ltd in Italia, a raccogliere diritti d’autore per conto degli ormai 37.000 autori ed editori Soundreef. Gli utilizzatori di musica italiani dovranno siglare una licenza integrativa anche con LEA (licenziataria per Soundreef ltd), nel caso in cui l'utilizzatore suoni repertorio in gestione di quest'ultima: il pagamento della licenza SIAE non è più da considerarsi esaustivo.
- A settembre dello stesso anno il Tar respinge ricorso SIAE. Confermato abuso di posizione dominante nei confronti di Soundreef[29].
- Ad aprile Adrian Berwick viene nominato CEO della società inglese Soundreef Ltd. Prima di Soundreef era stato manager e produttore di artisti, ricoprendo incarichi come Presidente di BMG Ricordi Spa, Managing Director in Polydor/Polygram Italy, e ruoli manageriali nell’industria musicale in Inghilterra, Olanda e Argentina[30].
- A luglio la Corte Costituzionale ha confermato la compatibilità della fine Monopolio in Italia con Diritto UE[31].
- Nel Novembre 2023, a sorpresa, Fedez annuncia il suo ritorno a SIAE [32].

- Ad Ottobre 2023 la Sesac Performing Rights ha scelto Soundreef per rappresentare il suo repertorio in Italia, a partire dal primo gennaio 2024.